# Nicolai Elert
Nicolai Elert (født 1740 i Lomborg i Ribe Stift, død 2. januar 1803) var en dansk bibliotekar.
Elert, der var præstesøn, dimitteredes 1759 fra Ribe Skole og blev 1770 alumn på Borchs Kollegium. Her udgav han i årene 1770-74 5 disputatser De ovatione (minori Romanorum triumpho). I 1776 blev han famulus ved universitetsbiblioteket, og i 1780, da Abraham Kall fratrådte posten som bibliotekar, blev Elert hans eftermand; 1781 udnævntes han tillige til ekstraordinær professor. Elert ansås for en ret dygtig filolog, men hans litterære virksomhed som sådan indskrænkede sig til udgivelsen af de nævnte disputatser og nogle skoleudgaver af latinske forfattere: Justinus (1776), Ovids Epistolæ ex Ponto (1776) og Metamorphoses (1781). En vigtigere opgave var ham stillet ved Videnskabernes Selskabs Ordbog, hvis hovedredaktør han blev 1782 efter i flere år at have været medarbejder ved den. Under hans ledelse tryktes bogstavet B (der dog allerede væsentlig var færdigt fra den forrige redaktørs hånd) samt bogstaverne C-H. Hans arbejde betragtedes dog allerede af samtiden som meget mangelfuldt og ukritisk, og man lagde for en del skylden på hans selvrådighed, der gjorde ham uvillig til at rette sig efter kyndigeres mening. Arbejdet gik også meget langsomt og forhaledes navnlig en tid lang ved, at Elert i årene 1785-92 ledede redaktionen og trykningen af katalogen over grev Otto Thotts store bogsamling. I 1796 blev Nyerup Elert adjungeret som universitetsbibliotekar, hvad der faktisk ville sige, at Elert fratrådte posten, og i sine sidste år var han sygelig. Ved testamente af 1790 havde han indsat universitetsbiblioteket til sin universalarving, og der oprettedes i henhold hertil af hans efterladte midler et legat, væsentlig til anskaffelse af filologiske værker.